# Гонцош
Го́нцош —  село в Україні, у Закарпатській області, Хустському районі, входить до складу Горінчівської сільської громади.
Перша згадка у 1898 Gancas. Зміна назв: 1907, 1918 Ganczos, 1944 Goncos, Гонцошъ, 1983 Гонцош.
Гонцош походить від слова "гонити кіз". Це один з найвіддаленіших присілків Березова.
Гонцош утворився після захоплення татарами українських земель. Татарин, зайнявши село, розігнав своїх кмитів (слуг) у різні кінці села. Один з них Гонцик Іван оселився на горі, де зараз знаходиться Гонцош. Там побудував невеличкий будинок. Сім'я Гонцок розводила двець, кіз, корів; доглядала ліси, які належали панові. Від назви Гонцика пішла назва Гонцош.
Після австро-угорської війни всіх жителів Гонцоша було виселено з гір, у тому числі й Гонцика з родиною. Пізніше там оселився Фучко, який згодом зробив дорогу з верхньої частини Гонцоша аж до річки Ріка (зараз цю дорогу називають Фучковою).
Гонцош ділиться на дві частини - Гонцош і Товстий.
В присілку Гонцош знаходиться невелика капличка, у якій раз на рік відбувається богослужіння.

## Населення

### Мова
Розподіл населення за рідною мовою за даними перепису 2001 року:
| Мова       | Відсоток |
| ---------- | -------- |
| українська | 100%     |

## Туристичні місця
- гора Лак
- Фучкова дорога